# عروس البحر (صحيفة)
صحيفة عروس البحر، صحيفة أسبوعية ليبية، وهي أول صحيفة ورقية خاصة في طرابلس بعد ثورة 17 فبراير، أسسها الكاتب الصحفي فتحي بن عيسى.